# زرقاء اليمامة (قمر صناعي)
ماروك توبسات أو زرقاء اليمامة (بالفرنسية: MAROC-TUBSAT)‏ هو قمر صناعي للاستشعار عن بعد مدني-عسكري مغربي أطلق في 10 ديسمبر 2001 من قاعدة بايكونور الفضائية بكازاخستان على متن الصاروخ الروسي زينيت-2. بعد إطلاق القمر الصناعي الذي هو من صنع مغربي بمساعدة وإشراف من جامعة برلين التقنية دخل مداره على علو 1000 كلم وأصبح المغرب بذلك رابع دولة عربية بعد مصر والسعودية والإمارات وثالث دولة إفريقية بعد مصر وجنوب أفريقيا تطلق بنجاح قمرا صناعيا.

## خلفية المشروع
كان مشروع إنجاز قمر صناعي مغربي مجرد فكرة لدى الملك الراحل الحسن الثاني في سنة 1993 وذلك بعد إنشاء المركز الملكي للاستكشاف الفضائي البعدي سنة 1989 إلى أن تقدم كريم طه بالمشروع سنة 1995 مدعوما من أستاذه الألماني البروفيسور رينير وظل المشروع حبيس الأذهان والأوراق إلى أن تولى الملك محمد السادس الحكم وتابع برنامج تطويره شخصيا. ولقد تولدت الرغبة في امتلاك قمر صناعي مغربي من محاولات فرض وجود المغرب في الساحة العالمية وبعثات التكوين التي أوفدتها القيادة العامة للقوات المسلحة الملكية منذ 1995 والتي شملت ستة ضباط مغاربة إلى الإدارة الوطنية للملاحة الفضائية والفضاء (بالإنجليزية: NASA)‏ وعدة خبراء في 1992 إلى قاعدة بايكونور الفضائية الكازاخستاية ومحاولات بعض العلماء المغاربة الفلكيين خلق برنامج أبحاث فضائية مغربي مستقل.
المغرب يعتبر أول دولة عربية وأفريقية أطلقت قمر صناعي وذلك سنة 1989 وكان اسمه أطلس 1

## المشروع
زرقاء اليمامة هو مشروع تعاون بين جامعة برلين التقنية بألمانيا و المركز الملكي للاستشعار البعدي الفضائي بالمغرب. بدأ التعاون بتحفيز من كريم طه القادم من المغرب وهو أحد تلاميذ البروفسور رينير السابقين، العامل في جامعة برلين التقنية، في سنة 1995. زرقاء اليمامة هو قمر صناعي مصغر لمراقبة الأرض ومصمم ليستعمل كأداة للدراسة بالنسبة لتلاميذ التكنولوجيا الفضائية. يقوم المبدأ الأساسي للقمر الصناعي على نظام لامركزي يسهل استخدامه. بفضل إستراتيجية تصميمه واستخدامه وخصوصا سهولة فهم زخم نظام التحكم في الأداء يستطيع شخص واحد أن يشغله لوحده. يسمح القمر بمراقبة أي مكان في العالم خلال 24 ساعة ويستطيع رصد الأحداث بأوقات مختلفة ما بين 12 ساعة وأسبوعين. أما الكاميرا التي يحملها فتملك طولا بؤريا ب 72 ملمتر ومجال رؤية بثماني درجات.

## الرحلة والمدار
أطلق «زرقاء اليمامة» في العاشر من دجنبر سنة 2001 عبر قاعدة «بايكونور» في كازاخستان بواسطة الصاروخ الفضائي الروسي «زينيت 2» وبعد إتمام عملية الإطلاق، وُضع «زرقاء اليمامة» على مدار فضائي بعلو يناهز 1000 كلم ويتوفر «زرقاء اليمامة» على أربع لوحات شمسية وأربع بطاريات وجهاز للتحكم في الطاقة بينما يبلغ وزنه 45 كليوغراما، ويقوم بإتمام 14 لفة حول العالم يوميا منها 4 لفات فوق المغرب

## الصيانة
بلغت كلفة صيانة القمر الصناعي في 2010 21 مليون و 320 ألف درهم كلها من تمويل حكومي من جهة إدارة الدفاع الوطني وبهذه الميزانية اُقْتُنِيَت معدات للبحث العلمي من مركز فضائي روسي أيضا وكذا تكوين خبراء مغاربة في مراكز فضائية أمريكية وفرنسية.

## المهام العسكرية
يستخدم زرقاء اليمامة أيضا منذ 2007 في المراقبة الأرضية للحدود المغربية وجمع البيانات والمعلومات وإرسالها إلى الجهات المختصة وهي إدارة الدفاع الوطني بتنسيق مع المركز الملكي للاستكشاف الفضائي البعدي والقيادة العامة للقوات المسلحة الملكية وقيادة الدرك الملكي ومديرية الدراسات وحفظ المستندات المعروفة بلادجيد. وتبقى بعض مهام القمر الصناعي العسكرية محاطة بالسرية رغم تقديم إدارة الدفاع الوطني جزء من أبحاثه تحت تصرف الباحثين المغاربة المتخصصين في مجال الفضاء.

## المهام المدنية
تتمثل مهام زرقاء اليمامة المدنية والاعتيادية في رصد تحركات الجليد ورسم الخرائط وتطوير الغطاء النباتي وجمع معلومات حول حالات الطقس والتقاط صور فضائية لمواقع جغرافية واختبار بعض التكنولوجيات مثل نجمة إي سي إس للاستشعار وتقنية التصوير المنخفض التكلفة.

## الملاحظات
1. ↑  التسمية التقنية وهي مأخوذة من برنامج توبسات التابع لجامعة برلين التقنية لتطوير الأقمار الصناعية نسخة محفوظة 10 ديسمبر 2017 على موقع واي باك مشين.
2. ↑  التسمية الشرفية في المغرب على زرقاء اليمامة، التي كانت حسب الأسطورة ترى عن بعد ثلاثة أيام، للدلالة على الاستشعار عن بعد

1. 1 2  ماروك توبسات على موقع موسوعة الأقمار الصناعية نسخة محفوظة 05 مارس 2016 على موقع واي باك مشين.
2. 1 2 3 4  ماروك توبسات نسخة محفوظة 7 سبتمبر 2010 على موقع واي باك مشين. على موقعجامعة برلين التقنية نسخة محفوظة 07 يوليو 2006 على موقع واي باك مشين. [وصلة مكسورة]
3. ↑  "أول مرة في التاريخ". موسوعة الأقمار الصناعية. مؤرشف من الأصل في 2019-03-25. اطلع عليه بتاريخ 2008-03-06. {{استشهاد ويب}}: استعمال الخط المائل أو الغليظ غير مسموح: |ناشر= (مساعدة)